# Badou Zaki
Badou Zaki est un footballeur international marocain né le 2 avril 1959 à Sidi Kacem au Maroc. Il a été gardien de but des Lions de l'Atlas. Il est actuellement le sélectionneur de l’équipe nationale du Niger.

## Biographie
Il participe à la Coupe du monde 1986 et à quatre reprises à la coupe d'Afrique des nations (en 1980, 1986, 1988 et 1992). Il porte notamment le maillot de l'Association Sportive de Salé ou ses arrêts décisifs et sa vista ne laissent pas indifférents les dirigeants du Wydad Athletic Club où il y évolue pendant 8 saisons, de 1978 à 1986, et reçoit plusieurs distinctions dont le ballon d'or africain après sa performance en coupe du monde Mexico 86 où il se fait remarquer à l'international, notamment contre l'Angleterre et le Portugal et il est transféré au Real Majorque à la suite. Puis il finit sa belle carrière au Maroc au FUS de Rabat.
En 2002, il a été chargé de prendre les rênes de l'équipe nationale marocaine. Il réussit à créer un groupe jeune et qualifier les lions à la coupe d'Afrique organisée alors en Tunisie en 2004 sans la moindre défaite. Durant cette CAN, le Maroc était loin d'être favori, cependant, dès le premier match, les Lions de l'Atlas ont donné un pressenti que l'équipe ira loin dans la compétition. Les protégés de Zaki arrivent jusqu'en finale en s'inclinant devant la Tunisie 2 buts à 1. 
Le 7 novembre 2005, le Maroc jouait un match crucial avec la Tunisie à Radès pour pouvoir décrocher le billet pour le mondial 2006. Privé du capitaine (non convoqué par Zaki pour raison disciplinaire) et du soutien de la fédération, Zaki a su motiver ses lions qui ont mené à deux reprises au score. Malheureusement, vers la fin du match, les Aigles égalisent à la suite d'une erreur entre Talal El Karkouri et le gardien Nadir Lamyaghri. Et donc, Badou Zaki ne réussit pas à emmener les Lions en Allemagne.
Peu après, Badou Zaki présente sa démission à la fédération marocaine qui l'accepte après trois jours. 
Après le remerciement de Roger Lemerre par la Fédération Royale Marocaine de Football le 7 juillet 2009, il est pressenti pour reprendre les commandes de la sélection marocaine en vue de se qualifier pour le Mondial 2010. Il décide finalement de reconduire son contrat avec le Wydad AC pour une année supplémentaire avant de démissionner le 22 avril 2010. Le 13 octobre 2010, il conclut un accord avec le Kawkab de Marrakech pour prendre en main les destinées du club pour deux ans.
Entraîneur de l'équipe de football du Maroc de 2002 à 2006, Badou Zaki sera à nouveau nommé entraîneur des Lions de l'Atlas de 2014 à 2016.
Le 2 novembre 2016, il est nommé entraîneur du club algérien du CR Belouizdad avec qui il remporte la Coupe d'Algérie 2016-2017.

## Statistiques

### En tant que joueur

#### En club
| Saison                | Club                  | Championnat           | Championnat | Championnat | Coupe(s) nationale(s) | Coupe(s) nationale(s) | Total | Total |
| Saison                | Club                  | Division              | M.          | B.          | M.                    | B.                    | M.    | B.    |
| 1986-1987             | RCD Majorque          | 1                     | 29          | 0           | -                     | -                     | 29    | 0     |
| 1987-1988             | RCD Majorque          | 1                     | 32          | 0           | -                     | -                     | 32    | 0     |
| 1988-1989             | RCD Majorque          | 2                     | 28          | 0           | -                     | -                     | 28    | 0     |
| 1989-1990             | RCD Majorque          | 1                     | 35          | 0           | -                     | -                     | 35    | 0     |
| 1990-1991             | RCD Majorque          | 1                     | 32          | 0           | -                     | -                     | 32    | 0     |
| 1991-1992             | RCD Majorque          | 1                     | 5           | 0           | -                     | -                     | 5     | 0     |
| Total sur la carrière | Total sur la carrière | Total sur la carrière | 161         | 0           | -                     | -                     | 161   | 0     |

#### En sélection
| Caps | Date              | Lieu                   | Match                      | Résultat     | Compétition           |
| ---- | ----------------- | ---------------------- | -------------------------- | ------------ | --------------------- |
| x    | 21 septembre 1979 | Zadar, Croatie         | Grèce Maroc                | 1 - 1        | Match JM 1979         |
| 1    | 23 septembre 1979 | Split, Croatie         | Égypte Maroc               | 0 - 0        | Match JM 1979         |
| x    | 25 septembre 1979 | Zadar, Croatie         | Yougoslavie Maroc          | 2 - 1        | Match JM 1979         |
| 2    | 11 novembre 1979  | Lomé, Togo             | Togo Maroc                 | 2 - 1        | Elim. CAN 1980        |
| x    | 21 décembre 1979  | Alger, Algérie         | Algérie Maroc              | 3 - 0        | Elim. JO 1980         |
| 3    | 12 février 1980   | Abidjan, Côte d’Ivoire | Côte d’Ivoire Maroc        | 4 - 4        | Match amical          |
| 4    | 17 février 1980   | Marrakech, Maroc       | Maroc Pologne              | 1 - 0        | Match amical          |
| 5    | 25 février 1980   | Maroc                  | Maroc Sénégal              | 3 - 2        | Match amical          |
| 6    | 27 février 1980   | Meknès, Maroc          | Maroc Tunisie              | 0 - 0        | Match amical          |
| 7    | 13 mars 1980      | Ibadan, Nigeria        | Algérie Maroc              | 1 - 0        | CAN 1980              |
| 8    | 16 mars 1980      | Ibadan, Nigeria        | Ghana Maroc                | 0 - 1        | CAN 1980              |
| 9    | 19 mars 1980      | Lagos, Nigeria         | Nigeria Maroc              | 1 - 0        | ½ Finale CAN 1980     |
| 10   | 21 mars 1980      | Lagos, Nigeria         | Égypte Maroc               | 0 - 2        | Classement CAN 1980   |
| 11   | 8 juin 1980       | Tunis Tunisie          | Tunisie Maroc              | 0 - 1        | Match amical          |
| 12   | 22 juin 1980      | Dakar,Sénégal          | Sénégal Maroc              | 0 - 1        | Elim. CM 1982         |
| 13   | 6 juillet 1980    | Casablanca, Maroc      | Maroc Guinée équatoriale   | 0 - 0        | Elim. CM 1982         |
| 14   | 16 novembre 1980  | Fès, Maroc             | Maroc Zambie               | 2 - 0        | Elim. CM 1982         |
| 15   | 30 novembre 1980  | Lusaka, Zambie         | Zambie Maroc               | 2 - 0 (4-5p) | Elim. CM 1982         |
| 16   | 4 avril 1981      | Monrovia, Liberia      | Liberia Maroc              | 0 - 5        | Elim. CAN 1982        |
| 17   | 8 mai 1981        | Le Caire, Égypte       | Égypte Maroc               | 0 - 0        | Elim. CAN 1982        |
| 18   | 16 août 1981      | Maroc                  | Maroc Zambie               | 2 - 1        | Elim. CAN 1982        |
| 19   | 30 août 1981      | Lusaka, Zambie         | Zambie Maroc               | 2 - 0        | Elim. CAN 1982        |
| 20   | 12 mai 1982       | Casablanca, Maroc      | Maroc Sénégal              | 2 - 1        | Match amical          |
| 21   | 23 juillet 1982   | Pékin, Chine           | Chine Maroc                | 3 - 3        | Tournoi               |
| 22   | 25 juillet 1982   | Pékin, Chine           | Hong Kong Maroc            | 0 - 0        | Tournoi               |
| x    | 30 juillet 1982   | Pékin, Chine           | Yougoslavie Maroc          | 0 - 0        | Tournoi               |
| 23   | 3 octobre 1982    | Ryad, Arabie Saoudite  | Arabie saoudite Maroc      | 1 - 2        | Match amical          |
| 24   | 23 mars 1983      | Sousse, Tunisie        | Tunisie Maroc              | 1 - 0        | Match amical          |
| 25   | 10 avril 1983     | Casablanca, Maroc      | Maroc Mali                 | 4 - 0        | Elim. CAN 1984        |
| 26   | 23 avril 1983     | Bamako, Mali           | Mali Maroc                 | 2 - 0        | Elim. CAN 1984        |
| x    | 15 mai 1983       | Conakry, Guinée        | Guinée Maroc               | 0 - 0        | Elim. JO 1984         |
| x    | 29 mai 1983       | Maroc                  | Maroc Guinée               | 3 - 0        | Elim. JO 1984         |
| 27   | 14 août 1983      | Benin City, Nigeria    | Nigeria Maroc              | 0 - 0        | Elim. CAN 1984        |
| 28   | 28 août 1983      | Maroc                  | Maroc Nigeria              | 0 - 0        | Elim. JO 1984         |
| x    | 9 septembre 1983  | Casablanca, Maroc      | Maroc Grèce                | 0 - 0        | J.M 1983              |
| 29   | 15 septembre 1983 | Casablanca, Maroc      | Maroc Égypte               | 2 - 1        | J.M 1983              |
| x    | 17 septembre 1983 | Casablanca, Maroc      | Maroc Turquie B            | 3 - 0        | Finale JM 1983        |
| 30   | 4 février 1984    | Casablanca, Maroc      | Maroc Bulgarie             | 1 - 1        | Match amical          |
| x    | 11 février 1984   | Nigeria                | Nigeria Maroc              | 0 - 0        | Elim. JO 1984         |
| x    | 26 février 1984   | Maroc                  | Maroc Nigeria              | 0 - 0 (4-3p) | Elim. JO 1984         |
| 31   | 30 juin 1984      | Freetown, Sierra Leone | Sierra Leone Maroc         | 0 - 1        | Elim. CM 1986         |
| 32   | 15 juillet 1984   | Rabat, Maroc           | Maroc Sierra Leone         | 4 - 0        | Elim. CM 1986         |
| x    | 30 juillet 1984   | Palo Alto, USA         | Allemagne de l'Ouest Maroc | 2 - 0        | JO 1984               |
| x    | 1er août 1984     | Pasadena, USA          | Arabie saoudite Maroc      | 0 - 1        | JO 1984               |
| x    | 3 août 1984       | Pasadena, USA          | Brésil Maroc               | 2 - 0        | JO 1984               |
| x    | 26 janvier 1985   | Inde                   | Corée du Nord Maroc        | 1 - 5        | Coupe NEHRU           |
| 33   | 30 janvier 1985   | Ernakulam, Inde        | Inde Maroc                 | 0 - 1        | Coupe NEHRU           |
| 34   | 2 février 1985    | Kochi, Inde            | URSS Maroc                 | 1 - 0        | Coupe NEHRU           |
| 35   | 7 avril 1985      | Rabat, Maroc           | Maroc Malawi               | 2 - 0        | Elim. CM 1986         |
| 36   | 21 avril 1985     | Blantyre, Malawi       | Malawi Maroc               | 0 - 0        | Elim. CM 1986         |
| 37   | 12 juillet 1985   | Le Caire, Égypte       | Égypte Maroc               | 0 - 0        | Elim. CM 1986         |
| 38   | 28 juillet 1985   | Casablanca, Maroc      | Maroc Égypte               | 2 - 0        | Elim. CM 1986         |
| 39   | 4 août 1985       | Mohammedia, Maroc      | Maroc Somalie              | 3 - 0        | Jeux Arabes           |
| 40   | 16 août 1985      | Rabat, Maroc           | Maroc Irak                 | 0 - 1        | Finale Jeux Arabes    |
| 41   | 25 août 1985      | Maroc                  | Maroc Zaire                | 1 - 0        | Elim. CAN 1986        |
| 42   | 8 septembre 1985  | Kinshasa, Zaire        | Zaire Maroc                | 0 - 0        | Elim. CAN 1986        |
| 43   | 6 octobre 1985    | Rabat, Maroc           | Maroc Libye                | 3 - 0        | Elim. CAN 1986        |
| 44   | 18 octobre 1985   | Benghazi, Libye        | Libye Maroc                | 1 - 0        | Elim. CAN 1986        |
| 45   | 19 février 1986   | Rabat, Maroc           | Maroc Bulgarie             | 0 - 0        | Match amical          |
| 46   | 8 mars 1986       | Alexandrie, Égypte     | Algérie Maroc              | 0 - 0        | CAN 1986              |
| 47   | 11 mars 1986      | Alexandrie, Égypte     | Cameroun Maroc             | 1 - 1        | CAN 1986              |
| 48   | 14 mars 1986      | Alexandrie, Égypte     | Zambie Maroc               | 0 - 1        | CAN 1986              |
| 49   | 17 mars 1986      | Le Caire, Égypte       | Égypte Maroc               | 1 - 0        | ½ Finale CAN 1986     |
| 50   | 2 juin 1986       | Monterrey, Mexique     | Pologne Maroc              | 0 - 0        | CM 1986               |
| 51   | 6 juin 1986       | Monterrey, Mexique     | Angleterre Maroc           | 0 - 0        | CM 1986               |
| 52   | 11 juin 1986      | Guadalajara, Mexique   | Portugal Maroc             | 1 - 3        | CM 1986               |
| 53   | 17 juin 1986      | Monterrey, Mexique     | Allemagne de l'Ouest Maroc | 1 - 0        | 1/8 de Finale CM 1986 |
| x    | 1er novembre 1987 | Abidjan, Côte d'Ivoire | Côte d'Ivoire Maroc        | 0 - 0        | Elim. JO 1988         |
| x    | 15 novembre 1987  | Casablanca, Maroc      | Maroc Côte d'Ivoire        | 2 - 1        | Elim. JO 1988         |
| x    | 17 janvier 1988   | Tunis, Tunisie         | Tunisie Maroc              | 1 - 0        | Elim. JO 1988         |
| x    | 30 janvier 1988   | Rabat, Maroc           | Maroc Tunisie              | 2 - 2        | Elim. JO 1988         |
| 54   | 16 mars 1988      | Casablanca, Maroc      | Maroc Algérie              | 1 - 0        | CAN 1988              |
| 55   | 19 mars 1988      | Casablanca, Maroc      | Maroc Côte d'Ivoire        | 0 - 0        | CAN 1988              |
| 56   | 23 mars 1988      | Casablanca, Maroc      | Maroc Cameroun             | 0 - 1        | ½ finale CAN 1988     |
| 57   | 23 avril 1989     | Marrakech, Maroc       | Maroc Mali                 | 1 - 1        | Elim. CAN 1990        |
| 58   | 13 août 1989      | Casablanca, Maroc      | Maroc Tunisie              | 0 - 0        | Elim. CM 1990         |
| 59   | 19 août 1990      | Casablanca, Maroc      | Maroc Niger                | 2 - 0        | Elim. CAN 1992        |
| 60   | 26 décembre 1991  | Casablanca, Maroc      | Maroc Algérie              | 1 - 1        | Match amical          |
| 61   | 12 janvier 1992   | Dakar, Sénégal         | Cameroun Maroc             | 1 - 0        | CAN 1992              |

### En tant qu'entraîneur

#### En sélection
| #  | Date             | Lieu                     | Match                      | Résultat | Compétition                    |
| -- | ---------------- | ------------------------ | -------------------------- | -------- | ------------------------------ |
| 1  | 23 mai 2014      | Faro, Portugal           | Mozambique Maroc           | 0 - 4    | Match amical                   |
| 2  | 28 mai 2014      | Faro, Portugal           | Angola Maroc               | 2 - 0    | Match amical                   |
| 3  | 6 juin 2014      | Moscou, Russie           | Russie Maroc               | 2 - 0    | Match amical                   |
| 4  | 3 septembre 2014 | Casablanca, Maroc        | Maroc Qatar                | 0 - 0    | Match amical                   |
| 5  | 7 septembre 2014 | Marrakech, Maroc         | Maroc Libye                | 3 - 0    | Match amical                   |
| 6  | 9 octobre 2014   | Marrakech, Maroc         | Maroc Centrafrique         | 4 - 0    | Match amical                   |
| 7  | 13 octobre 2014  | Marrakech, Maroc         | Maroc Kenya                | 3 - 0    | Match amical                   |
| 8  | 13 novembre 2014 | Agadir, Maroc            | Maroc Bénin                | 6 - 1    | Match amical                   |
| 9  | 16 novembre 2014 | Agadir, Maroc            | Maroc Zimbabwe             | 2 - 1    | Match amical                   |
| 10 | 28 mars 2015     | Agadir, Maroc            | Maroc Uruguay              | 0 - 1    | Match amical                   |
| 11 | 12 juin 2015     | Agadir, Maroc            | Maroc Libye                | 1 - 0    | Qualification pour la CAN 2017 |
| 12 | 5 septembre 2015 | Sao Tomé, Sao Tomé       | Sao Tomé-et-Principe Maroc | 0 - 3    | Qualification pour la CAN 2017 |
| 13 | 9 octobre 2015   | Agadir, Maroc            | Maroc Côte d'Ivoire        | 0 - 1    | Match amical                   |
| 14 | 12 octobre 2015  | Agadir, Maroc            | Maroc Guinée               | 1 - 1    | Match amical                   |
| 15 | 12 novembre 2015 | Agadir, Maroc            | Maroc Guinée équatoriale   | 2 - 0    | Éliminatoires CM 2018          |
| 16 | 15 novembre 2015 | Bata, Guinée Equatoriale | Guinée équatoriale Maroc   | 1 - 0    | Éliminatoires CM 2018          |

## Palmarès

### En tant que joueur

#### En club
Wydad AC
- Championnat du Maroc
  - Champion : 1978, 1986
  - Vice-champion : 1980, 1982

- Coupe du Trône
  - Vainqueur : 1978, 1979, 1981

- Coupe Mohamed V
  - Vainqueur : 1979

 RCD Majorque
- Trophée Ciudad de Palma
  - Vainqueur : 1987, 1991, 1992
- Trofeo de la Agricultura
  - Vainqueur : 1988, 1992
- Copa del Rey
  - Finaliste : 1991

#### En sélection
Maroc
- Coupe d'Afrique des nations
  - Troisième : 1980

- Coupe du Monde
  - Huitièmes de finale : 1986

### En tant qu'entraîneur

#### En club
Wydad AC
- Coupe du Trône
  - Vainqueur : 1998
- Coupe de la CAF
  - Finaliste : 1999
- Championnat du Maroc
  - Vice-champion : 2000
- Ligue des champions arabes
  - Finaliste : 2009

 CR Belouizdad
- Coupe d'Algérie
  - Vainqueur : 2017

#### En sélection
- Coupe d'Afrique des nations
  - Finaliste : 2004

### Distinctions personnelles
- 1978 : Meilleur gardien marocain de l'année
- 1979 : Meilleur sportif marocain de l'année
- 1979 : Meilleur gardien marocain de l'année
- 1981 : Meilleur sportif marocain de l'année
- 1986 : Ballon d'or africain
- 1986 : Meilleur sportif marocain de l'année
- 1986 : Meilleur gardien marocain de l'année
- 1988 : Meilleur sportif marocain de l'année
- 1988 : TVE Meilleur gardien de la Liga
- 1989 : Trophée Zamora Meilleur gardien
- 1989 : TVE Meilleur gardien de la Liga
- 1990 : TVE Meilleur gardien de la Liga
- 2005 : Meilleur entraîneur arabe de l'année.
- 2017 :"El Heddaf-Le Buteur " Meilleur entraîneur en Algérie.
- 2017 : "El Khabar Erriadhi"  Entraîneur de l'année en Algérie.
- Meilleur gardien de but africain du XXe siècle[7]
- Meilleur gardien de but arabe du XXe siècle[8]
- 2020 : Meilleur gardien de but dans l’histoire du football d’Afrique (Sondage FIFA)[9]
- 2022 : IFFHS Équipe de rêve masculine de tous les temps du Maroc[10].

## Décorations
- Officier de l'ordre du Trône — Le 14 février 2004, il est décoré officier de l'ordre du Wissam al-Arch[11] — ordre du Trône[12] — par le roi Mohammed VI au Palais royal de Rabat[13].